# Sant'Elena (Silea)
Sant'Elena is een plaats (frazione) in de Italiaanse gemeente Silea.